# Christian Ehrenfried von Weigel (läkare)
Christian Ehrenfried von Weigel, född 1776, död 1848, var en svensk friherre och läkare.

## Biografi
von Weigel blev medicine doktor i Jena 1798 och assessor i Pommerska Collegium medicum 1802. Han undergick collegium familiare i Stockholm 1808 och tjänstgjorde som förste livmedikus hos Karl XIII. Han var vice preses i Collegium medicum 1809, tjänstgörande arkiater 1812 och kungens förste arkiater 1818. 
von Weigel var ordförande i sundhetskollegium 1822–1841
Han adlades 1812 under von Weigel med nummer 2218 och blev friherre 1837 under nummer 387. Han slöt själv ätten vid sin död 1848.